# Cmentarz żydowski w Białej Niżnej
Cmentarz żydowski w Białej Niżnej – masowy grób około 360 Żydów znajdujący się w miejscowości Biała Niżna w powiecie nowosądeckim z okresu II wojny światowej.

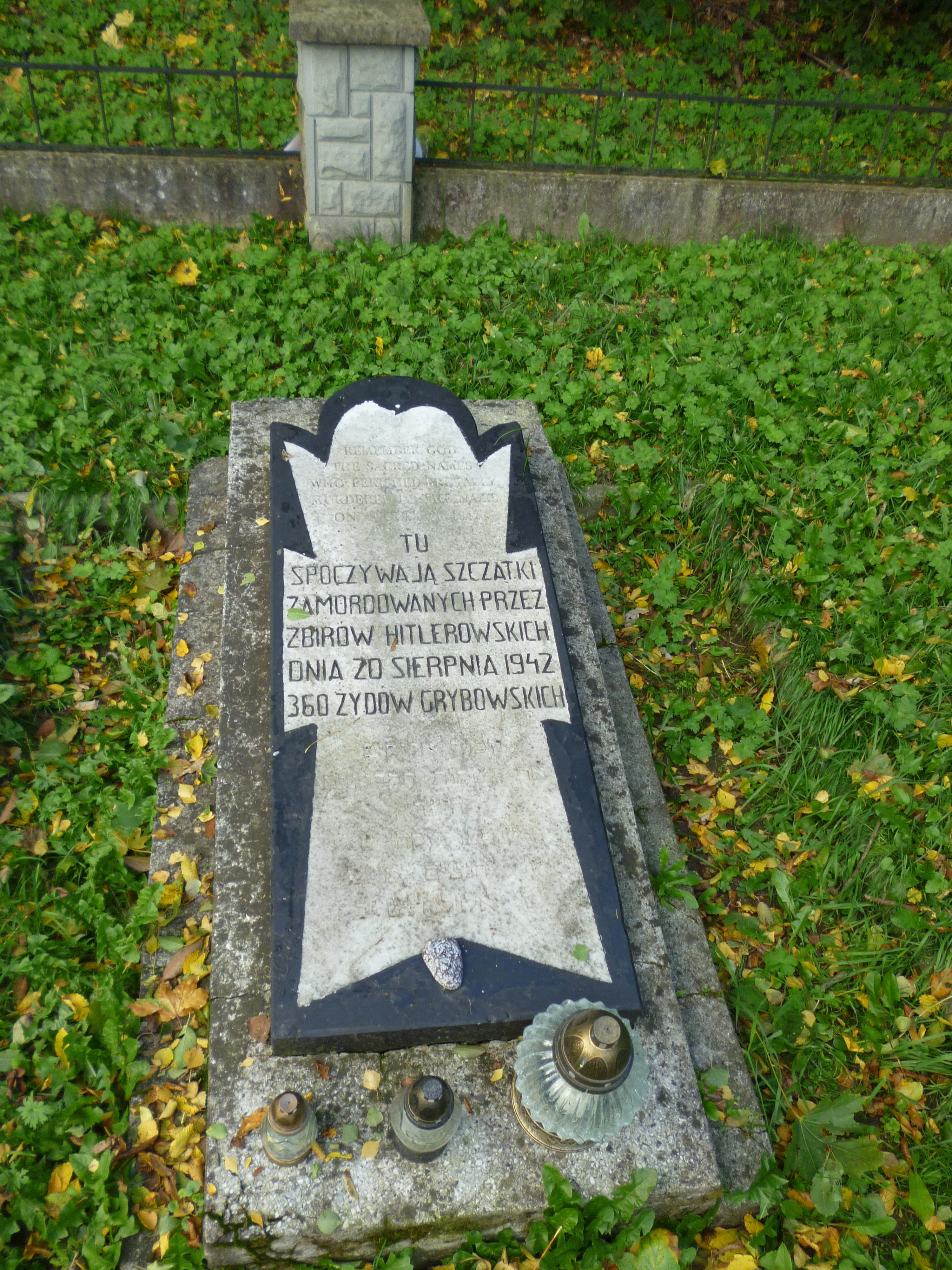
Pomnik na cmentarzu w Białej Niżnej

20 sierpnia 1942 Niemcy likwidowali getto w Grybowie część Żydów przesiedlono do getta w Nowym Sączu a osoby starsze, schorowane, dzieci i kobiety zostały przywiezione samochodami ciężarowymi na miejsce stracenia do Białej Niżnej gdzie ich zamordowano strzałem w tył głowy. Ciała ułożono w jednym masowym grobie, a pozostałych więźniów wysłano do obozu zagłady w Bełżcu. Po wojnie miejsce egzekucji w Białej Niżnej zostało otoczone murem oraz wybudowano pomnik informujący o dokonanej zbrodni przez nazistów. 21 sierpnia 2016 na cmentarzu odbyła się modlitwa za zmarłych i pomordowanych, której przewodniczył rabin Eliezer Gurary, a w uroczystości brali udział przedstawiciele potomków Żydów grybowskich.
Cmentarz jest wpisany do rejestru zabytków nieruchomych województwa małopolskiego